# Роял-Палм-Естейтс (Флорида)
Роял-Палм-Естейтс (англ. Royal Palm Estates) — переписна місцевість (CDP) в США, в окрузі Палм-Біч штату Флорида. Населення — 1974 особи (2020).

## Географія
Роял-Палм-Естейтс розташований за координатами 26°40′53″ пн. ш. 80°7′35″ зх. д. / 26.68139° пн. ш. 80.12639° зх. д. (26.681385, -80.126409).  За даними Бюро перепису населення США в 2010 році переписна місцевість мала площу 2,15 км², уся площа — суходіл.

## Демографія
Згідно з переписом 2010 року, у переписній місцевості мешкало 3025 осіб у 908 домогосподарствах у складі 684 родин. Густота населення становила 1405 осіб/км².  Було 1036 помешкань (481/км²).
Расовий склад населення:
| - 58,3 % — білих - 25,2 % — чорних або афроамериканців - 0,9 % — азіатів - 0,6 % — корінних американців - 0,2 % — вихідців з тихоокеанських островів - 11,4 % — осіб інших рас |

До двох чи більше рас належало 3,4 %. Частка іспаномовних становила 47,8 % від усіх жителів.
За віковим діапазоном населення розподілялося таким чином: 28,4 % — особи молодші 18 років, 64,3 % — особи у віці 18—64 років, 7,3 % — особи у віці 65 років та старші. Медіана віку мешканця становила 32,1 року. На 100 осіб жіночої статі у переписній місцевості припадало 109,3 чоловіків;  на 100 жінок у віці від 18 років та старших — 110,4 чоловіків також старших 18 років.
Середній дохід на одне домашнє господарство  становив 41 877 доларів США (медіана — 39 528), а середній дохід на одну сім'ю — 42 285 доларів (медіана — 41 101). За межею бідності перебувало 27,5 % осіб, у тому числі 30,3 % дітей у віці до 18 років та 50,8 % осіб у віці 65 років та старших.
Цивільне працевлаштоване населення становило 1314 осіб. Основні галузі зайнятості: будівництво — 31,2 %, роздрібна торгівля — 19,7 %, освіта, охорона здоров'я та соціальна допомога — 17,4 %.